# Director del Centro Nacional de Inteligencia
El director del Centro Nacional de Inteligencia, oficialmente secretario de estado director del Centro Nacional de Inteligencia (SED), es el cargo más alto del Centro Nacional de Inteligencia. Es nombrado por el rey de España, a propuesta del ministro de Defensa, previa deliberación del Consejo de Ministros. Se trata del principal asesor del presidente del Gobierno y del ministro de Defensa en materia de inteligencia y contrainteligencia.
Como máximo responsable de los servicios de inteligencia españoles, corresponde la SED impulsar la actuación de la agencia y coordinar sus unidades para la consecución de los objetivos de inteligencia fijados por el Gobierno, asegurar la adecuación de las actividades del Centro a dichos objetivos y ostentar la representación de aquel.
Asimismo, elabora el presupuesto del CNI; nombra y separa al personal; establece las relaciones necesarias con entidades públicas y privadas, con las Fuerzas y Cuerpos de Seguridad del Estado y con la Administración civil y militar para el correcto desarrollo de las actividades del Centro, y dirige el Centro Criptológico Nacional. Además, es el único órgano competente del CNI para autorizar a su personal el uso de armas de fuego.
Es considerado legalmente como la Autoridad Nacional de Inteligencia y Contrainteligencia. Forma parte del Consejo de Seguridad Nacional y del Consejo de Defensa Nacional.

## Orígenes

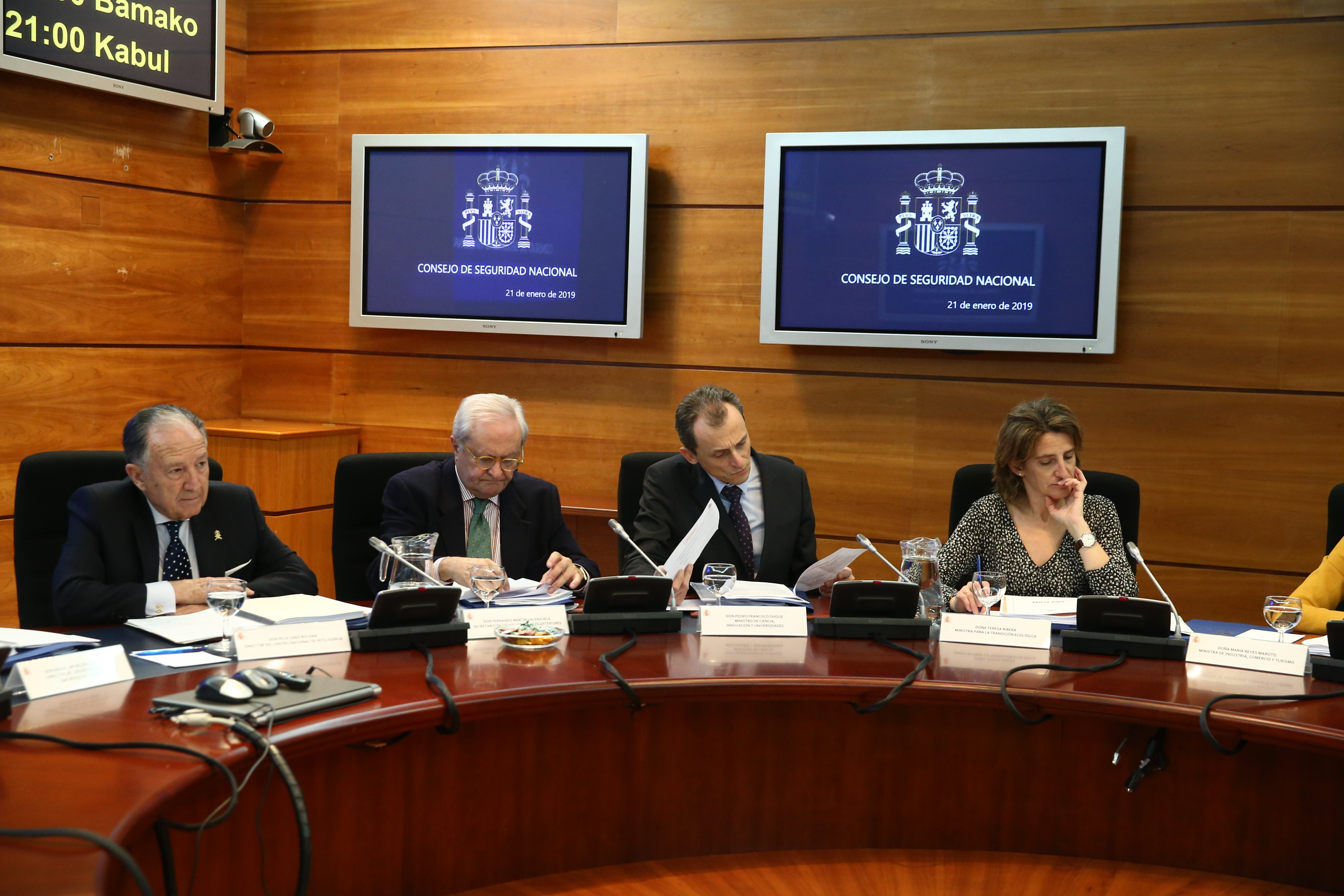
El entonces director del CNI, Félix Sanz Roldán (izq.), en una reunión del Consejo de Seguridad Nacional (CSN) el 21 de enero de 2019.

La historia de España ha dificultado durante décadas que los servicios de inteligencia se articulen como un órgano verdaderamente útil para los gobiernos. Los primeros servicios se remontan a 1935 durante la Segunda República, pero la Guerra Civil impidió su desarrollo y ya durante la dictadura, si bien se crearon estos servicios, eran numerosos, sin coordinación y con cada uno intentando abarcar todo el panorama informativo.
Habría que esperar hasta 1977, tras las primeras elecciones democráticas, que el Gobierno Suárez decide unificar el Servicio Central de Documentación (SECED), el Servicio de Información de la Presidencia del Gobierno (SIPG) y la inteligencia militar, la Tercera Sección de Información del Alto Estado Mayor, dando lugar al Centro Superior de Información de la Defensa. Este servicio estaba dirigido por el director del Centro Superior de Información de la Defensa, cargo ocupado tanto por personal civil como militar.
En 2002 aparece el cargo actual con la creación del Centro Nacional de Inteligencia, y es ocupado por el anterior director del CESID, Jorge Dezcallar Manzanedo que estuvo en el cargo hasta 2004, siendo sustituido por otro civil, Alberto Saiz Cortés, hasta 2009 y siendo nombrado ese año el actual SED, el General de Ejército Félix Sanz Roldán. Roldán se mantuvo en el cargo durante dos mandatos, hasta que en 2019 cesó como director tras finalizar su mandato y asumió sus funciones de forma interina Paz Esteban López, la secretaria general de la agencia. Esteban fue confirmada como directora en febrero de 2020.
Tras la polémica por el uso por parte de la agencia del programa espía Pegasus, el Gobierno cesó a Esteban y nombró en su lugar a Esperanza Casteleiro, entonces secretaria de Estado de Defensa y exsecretaria general del CNI.

## Controles

### Control parlamentario
El director del CNI, como responsable de la Agencia, responde por esta en el Congreso de los Diputados ante una comisión parlamentaria secreta que preside el propio Presidente de la Cámara.
Esta comisión tiene acceso al conocimiento de las materias clasificadas, con excepción de las relativas a las fuentes y medios del Centro Nacional de Inteligencia y a aquellas que procedan de servicios extranjeros u organizaciones internacionales en los términos establecidos en los correspondientes acuerdos y convenios de intercambio de la información clasificada. Todos los documentos pueden ser analizados por los miembros de esa comisión pero, una vez examinados, serán reintegrados al Centro Nacional de Inteligencia para su debida custodia, sin que se puedan retener originales, copias o reproducciones.
Ante esta comisión, el director también debe presentar el informe anual sobre la evaluación de actividades, situación y grado de cumplimiento de los objetivos de inteligencia establecidos por el Gobierno.

### Control judicial
Las actuaciones del CNI están legalmente reguladas por una Ley Orgánica y judicialmente controladas y, en su caso, autorizadas, por un magistrado especial del Tribunal Supremo. El magistrado Pablo María Lucas Murillo de la Cueva, de la Sala Tercera de lo Contencioso-Administrativo, es desde 2009 el responsable de supervisar al servicio de inteligencia. En caso de no poder ejercer sus funciones, su sustituto es el magistrado Andrés Martínez Arrieta, de la Sala Segunda de lo Penal, desde 2017.
Cuando el SED tenga que autorizar operaciones que afecten a la inviolabilidad del domicilio y al secreto de las comunicaciones, deberá solicitar autorización al Magistrado del Tribunal Supremo competente que en un plazo de 72 horas dará respuesta. Si el SED justifica debidamente motivos de urgencia, el plazo se puede reducir a 24 horas.
La ley también establece que toda la información no relevante que se consiga por medio de esta autorización judicial debe ser inmediatamente destruida.

## Sustituto
En los casos de ausencia, vacante o enfermedad del director, le sustituirá el Secretario General del Centro Nacional de Inteligencia, quien tiene como funciones principales apoyar y asistir al Director del Centro Nacional de Inteligencia en el ejercicio de sus funciones, establecer los mecanismos y sistemas de organización del Centro y determinar las actuaciones precisas para su actualización y mejora, dirigir el funcionamiento de los servicios comunes del Centro a través de las correspondientes instrucciones y órdenes de servicio, desempeñar la jefatura superior del personal del Centro, elaborar la propuesta de relación de puestos de trabajo y determinar los puestos vacantes a proveer durante cada ejercicio.

## Lista de directores
Para ver los antecesores, véase Centro Superior de Información de la Defensa#Directores del CESID.
Desde su creación en 2002 ha tenido cuatro directores, tres civiles y uno militar.
     Partido Socialista Obrero Español

     Partido Popular

     Dirección interina
| N.º | Retrato                       | Nombre                            | Nombramiento        | Cese                 | Presidente del Gobierno | Presidente del Gobierno                  | Monarca                   |
| --- | ----------------------------- | --------------------------------- | ------------------- | -------------------- | ----------------------- | ---------------------------------------- | ------------------------- |
| 1.º |                               | Jorge Dezcallar Manzanedo (1945-) | 11 de mayo de 2002  | 20 de abril de 2004  |                         | José María Aznar (1996-2004)             | Juan Carlos I (1975-2014) |
| 2.º |                               | Alberto Saiz Cortés (1953-)       | 20 de abril de 2004 | 6 de julio de 2009   |                         | José Luis Rodríguez Zapatero (2004-2011) | Juan Carlos I (1975-2014) |
| 3.º |                               | Félix Sanz Roldán (1945-)         | 6 de julio de 2009  | 6 de julio de 2019   |                         | José Luis Rodríguez Zapatero (2004-2011) | Juan Carlos I (1975-2014) |
| 3.º | Mariano Rajoy (2011-2018)     | Félix Sanz Roldán (1945-)         | 6 de julio de 2009  | 6 de julio de 2019   |                         |                                          | Juan Carlos I (1975-2014) |
| 3.º | Felipe VI (2014-presente)     | Félix Sanz Roldán (1945-)         | 6 de julio de 2009  | 6 de julio de 2019   |                         |                                          |                           |
| 3.º | Pedro Sánchez (2018-presente) | Félix Sanz Roldán (1945-)         | 6 de julio de 2009  | 6 de julio de 2019   |                         |                                          |                           |
| 4.º |                               | Paz Esteban López (1958-)         | 6 de julio de 2019  | 5 de febrero de 2020 |                         |                                          |                           |
| 4.º | 5 de febrero de 2020          | Paz Esteban López (1958-)         | 11 de mayo de 2022  |                      |                         |                                          |                           |
| 5.º |                               | Esperanza Casteleiro (1956-)      | 11 de mayo de 2022  | En el cargo          |                         |                                          |                           |